# Amyris cordata
Amyris cordata är en vinruteväxtart som beskrevs av Ivan Murray Johnston. Amyris cordata ingår i släktet Amyris och familjen vinruteväxter. Inga underarter finns listade i Catalogue of Life.